# Inbördeskriget i Jemen (2014–nutid)
Jemenitiska inbördeskriget (arabiska: الحرب الأهلية اليمنية) är ett pågående inbördeskrig i Jemen som började i slutet av 2014.

## Bakgrund
En av grundorsakerna till inbördeskriget var att huthirebellerna ville få slut på marginaliseringen av den nordligaste provinsen Sada och att de därför krävde reformer av president Abdrabbuh Mansur Hadi.

## Historik
Inbördeskriget började i september 2014 när de shiaislamska huthierna tog över kontrollen av huvudstaden Sanaa, vilket ledde till att den störtade sunniislamska regeringen flydde till Aden. Den 21 mars 2015 deklarerade den huthiledda högsta revolutionära kommittén en allmän mobilisering för att störta president Hadi och ryckte in i Jemens sunnimuslimska södra provinser. Huthierna, allierade med militära styrkor lojala till Jemens före detta president Ali Abdullah Saleh, började strida nästa dag i Lahij. Den 25 mars föll Lahij för huthirebellerna som nådde utkanten av Aden, maktsätet för Hadis regering. Hadi flydde landet samma dag. Samtidigt inledde en koalition ledd av Saudiarabien militära operationer genom flyganfall för att återupprätta den tidigare jemenitiska regeringen. Även om det inte har förekommit något direkt ingripande från den iranska regeringen, är konflikten en del av det iransk-saudiarabiska proxykriget, med Islamiska revolutionsgardet som stödjer huthirebellerna genom vapenförsörjning, militär utbildning, logistik, strategisk samordning och mediastöd.
Kriget utkämpas främst mellan det Rashad al-Alimi-ledda presidentledarrådet och det Mahdi al-Mashat-ledda högsta politiska rådet, tillsammans med deras anhängare och allierade. Båda påstår sig utgöra den officiella regeringen i Jemen.
Inbördeskriget har utnyttjats av Iran för egna syften. Saudiarabien ser Irans och Hizbollahs aktiviteter i grannlandet Jemen som en del av iranska försök att etablera en satellitstat i landet för att på lång sikt attackera dem. Flera säkerhetsexperter anser att Irans politik bygger på att utveckla baser för ballistiska missiler riktade mot gulfstater och för att etablera dominans över södra delen av Röda havet.[källa behövs]

## Utfall
Huthirebellerna har tagit kontroll över huvudstaden Sanaa och norra Jemen, förutom östra Marib. Al-Qaida på Arabiska halvön (AQAP) och Islamiska staten har också utfört attacker mot både huthirebeller och saudiarabiska styrkor, där AQAP kontrollerar delar av territoriet i inlandet och längs kusten.

## Krigsbrott
Det internationella samfundet har fördömt huthirebellernas drönarattacker mot civila områden i Saudiarabien, Förenade Arabemiraten och södra Jemen. FN:s säkerhetsråd införde sanktioner mot huthirebellerna 2015.
Bombningar av civila platser, inklusive skolor och sjukhus, av den saudi-ledda koalitionen har också väckt internationell kritik.

## Humanitär katastrof
CNN rapporterade den 8 april 2015 att omkring 10 miljoner jemeniter hade brist på vatten, mat och elektricitet som ett resultat av konflikten.
I slutet av 2021 uppskattade FN att konflikten i Jemen krävt mer än 377 000 liv och att 70% av dödsfallen var barn under 5 år.